# ميثيل هيدرازينات
ميثيل هيدرازينات (بالإنجليزية: Methylhydrazines )‏ عبارة عن هيدرازينات والذي لديه مجموعات ميثيل إضافية .
وتنقسم عادة إلى مجموعتين :
- أحادي ميثيل هيدرازين
- ثنائي ميثيل هيدرازينات

## وصلات خارجية
- نظام فهرسة المواضيع الطبيةMethylhydrazines